# 枚方市立蹉跎小学校
枚方市立蹉跎小学校（ひらかたしりつ さだしょうがっこう）は、大阪府枚方市北中振二丁目にある公立小学校。
明治時代初期の1872年に、当時の茨田郡出口村（町村制実施で北河内郡蹉跎村、1938年枚方町に編入）に創立した。枚方市で最初にできた小学校でもある。かつては京阪電鉄光善寺駅の西側（現在のひらら光善寺の西半分、旧枚方市立蹉跎保育所の場所）に校舎があったが、1966年に現在地に移転している。
校名に使われている「蹉跎」の字がいずれも常用平易な文字ではないためか、枚方市のホームページでは「さだ小学校」と書かれている。

## 沿革
- 1872年6月 - 第八区郷小学校として創立。茨田郡出口村・光善寺に仮校舎を置く。
- 1873年2月 - 枚方村に分校を設置（現在の枚方市立枚方小学校）。
- 1873年5月 - 六十九番小学校と称する。
- 1875年5月 - 中振小学校と改称。
- 1893年4月 - 茨田郡蹉跎尋常小学校と改称。
- 1896年4月1日 - 郡の合併により、北河内郡蹉跎尋常小学校と改称。
- 1907年4月 - 高等科を設置、北河内郡蹉跎尋常高等小学校と改称。
- 1941年4月1日 - 国民学校令により、北河内郡蹉跎国民学校と改称。
- 1947年4月1日 - 学制改革により、枚方町立蹉跎小学校と改称。
- 1948年4月 - 枚方市の市制施行により、枚方市立蹉跎小学校と改称。
- 1966年 - 現在地に移転。
- 1974年4月1日 - 枚方市立蹉跎西小学校を分離。
- 1978年4月1日 - 枚方市立蹉跎東小学校を分離。

## 通学区域
- 枚方市 北中振1丁目（一部）、北中振2丁目、北中振3丁目（一部）、香里園山之手町（一部）、東中振2丁目（一部）、南中振1丁目（一部）、南中振2丁目。

卒業生は基本的に枚方市立蹉跎中学校および枚方市立第二中学校の2校に分かれて進学する。

## 交通
- 京阪本線 光善寺駅 東へ約650m。